# Przewody półkoliste
Przewody półkoliste – błoniaste przewody znajdujące się w kostnych kanałach półkolistych ucha wewnętrznego, będące częścią narządu równowagi.
Przewody te zakończone są bańkami błoniastymi (w obrębie baniek kanałów półkolistych), w których na grzebieniu bańkowym (crista ampullaris) znajdują się komórki zrębowe oraz zmysłowe uzbrojone w rzęski. Przewody półkoliste wypełnione są śródchłonką, której ruch spowodowany obrotem głowy (wskutek siły bezwładności) podrażnia rzęski powodując pobudzenie komórek nerwowych i pozwalając zachować równowagę.
Ruch śródchłonki w kierunku do bańki przewodu półkolistego nazywamy ruchem ampulopetalnym, a ruch w kierunku od bańki kanału półkolistego ruchem ampulofugalnym.